# ウスリー湾

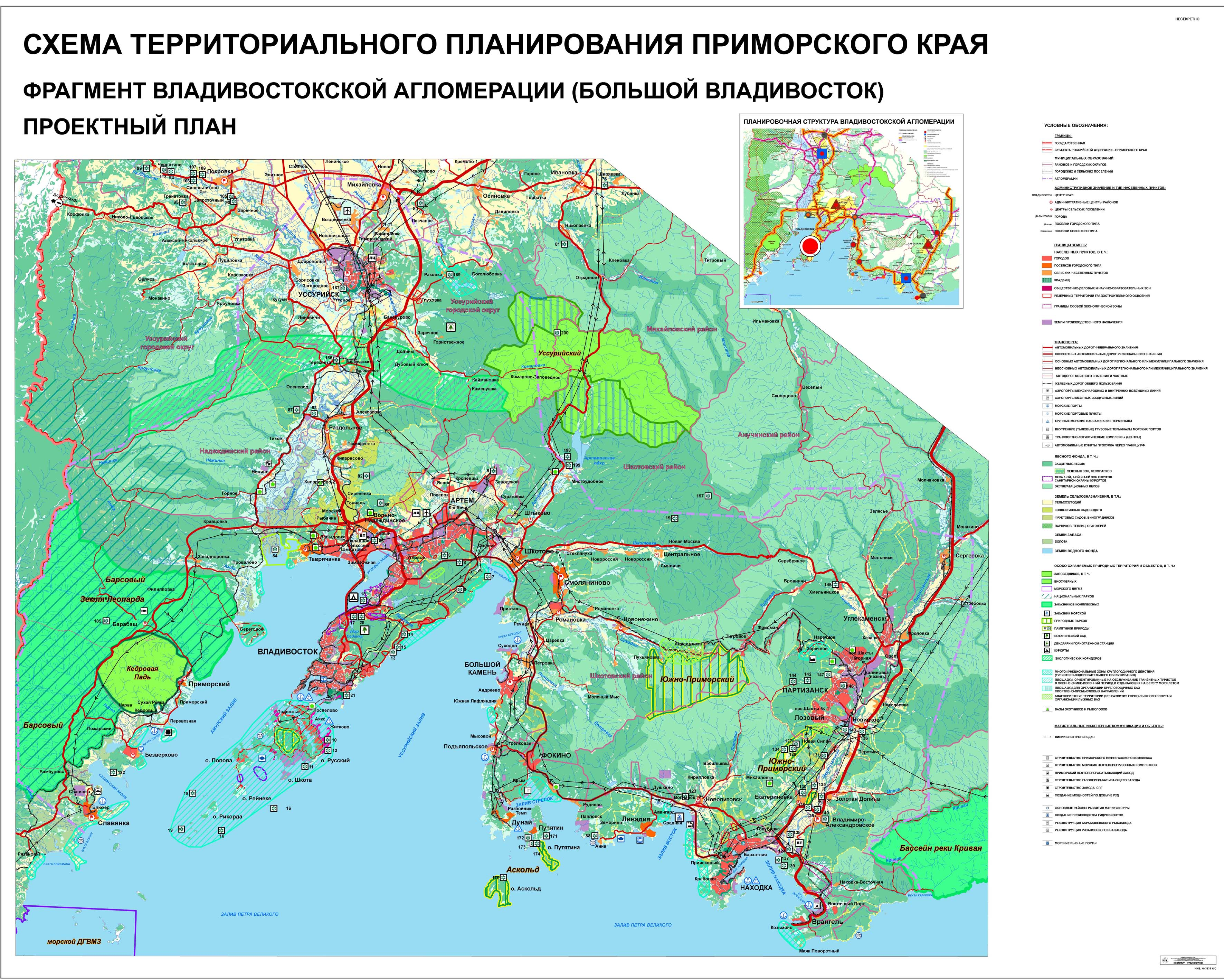
ウスリー湾はウラジオストクの町（図の中央の半島上）の東にある。図の東にナホトカがある。

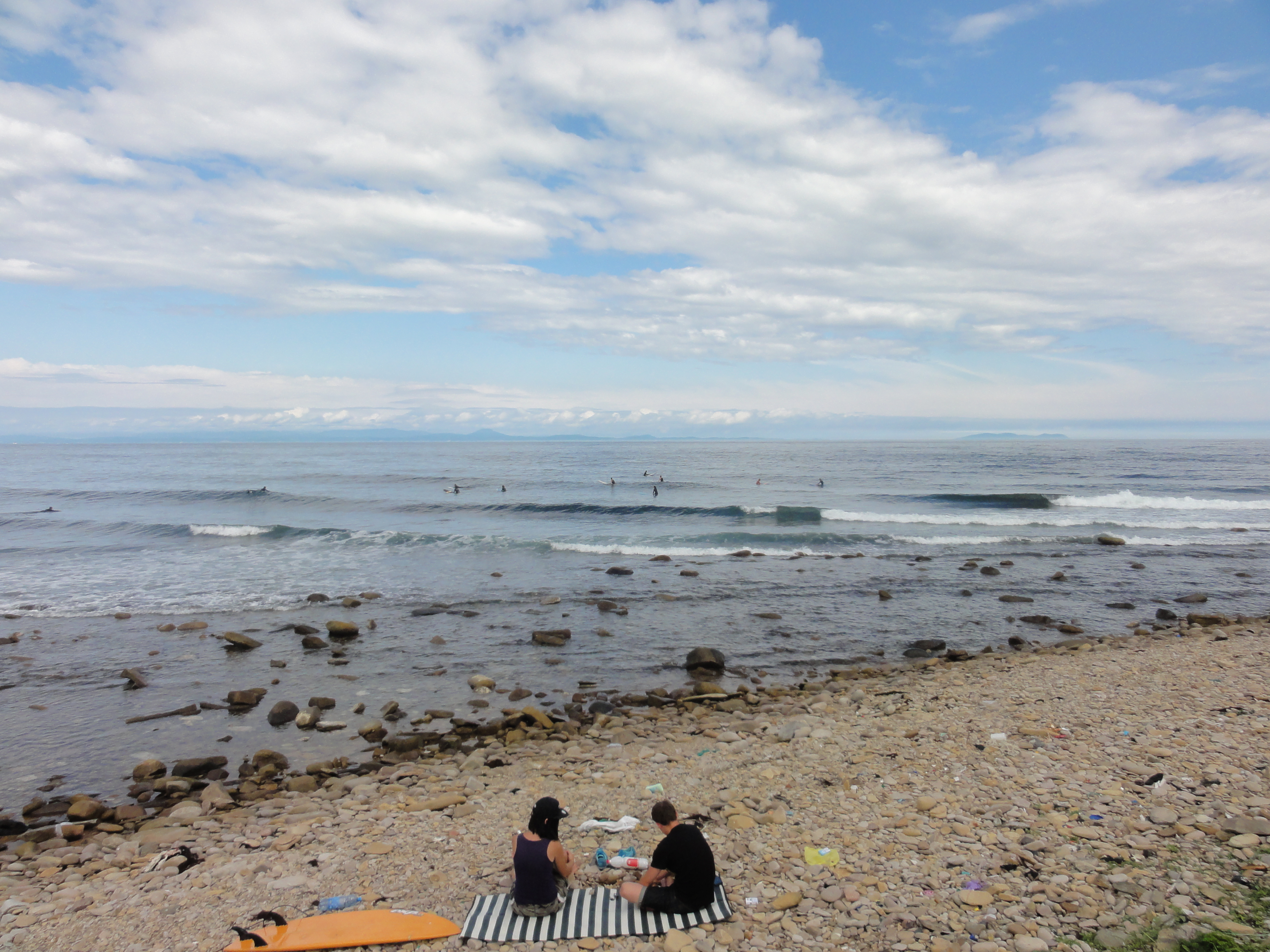
ルースキー島東岸のウスリー湾。遠く右端にアスコルド島が見える

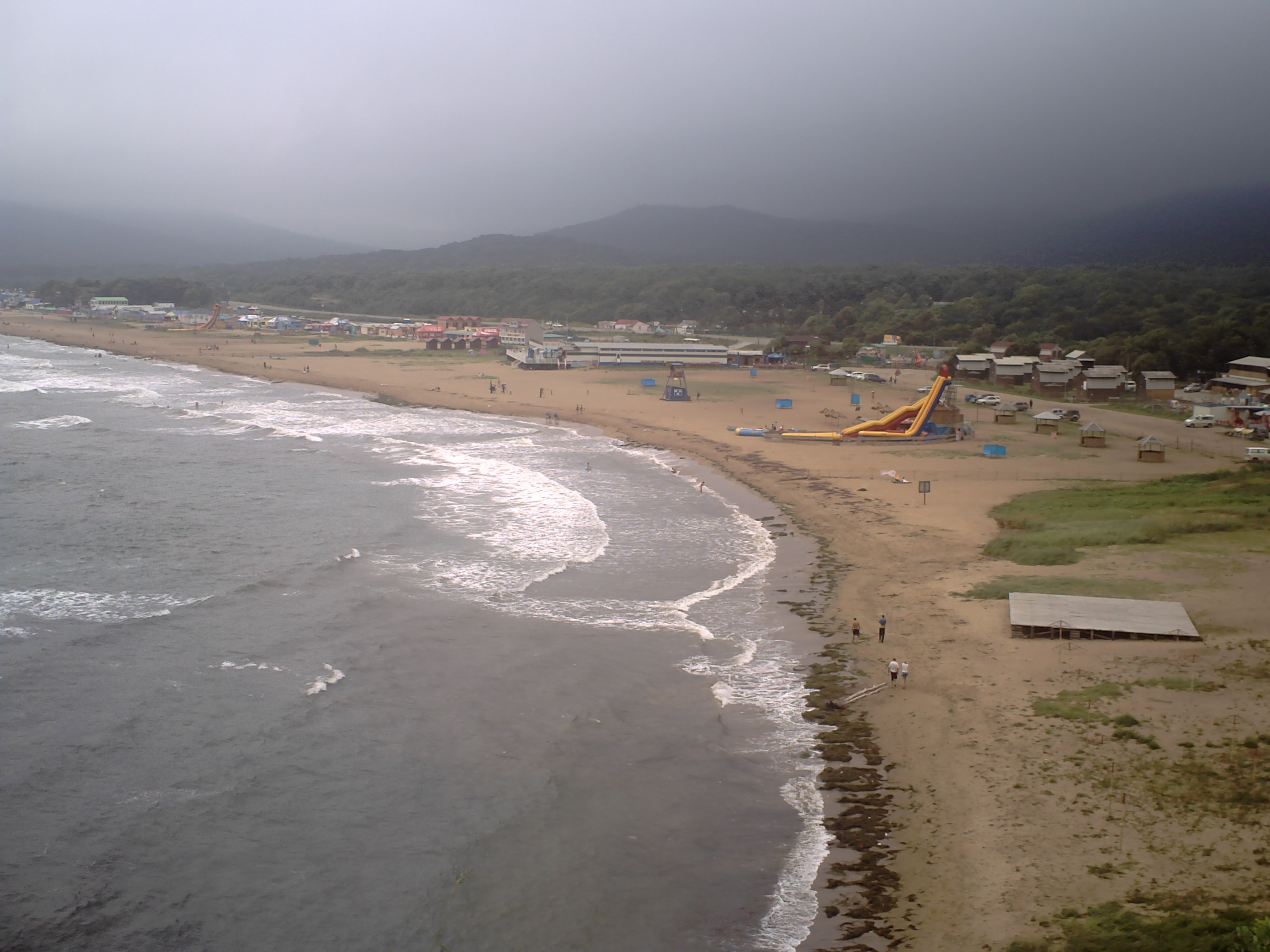
ラズルナヤ湾（ウスリー湾の一部）は人気のビーチ

ウスリー湾（ウスリーわん、ロシア語: Уссурийский залив）は、ロシア連邦共和国沿海地方の南海岸、ピョートル大帝湾がウラジオストクのあるムラヴィヨフ＝アムールスキー半島とイェフゲニー諸島で東西に分かれていて、その西側がアムール湾で、東側がこのウスリー湾である。

## 概要
ウスリー湾は、日本海の北西岸にある巨大なピョートル大帝湾の中にあり、ウラジオストクの西側の湾である。湾の入り口の岬は、西にシュコタ島のマヤクニー岬、東にシソワ岬（シコトフスキー地区）である。湾の長さは51キロメートル、入り口の幅は42キロメートル、奥行きは最大67キロメートルである。
12月から3月までは、ウスリー湾海岸は部分的に凍結するが、氷の厚さは無視できる程度である。湾の沿岸には、ウラジオストク、ボリショイ・カーメニ（ロシア海軍太平洋艦隊の主要基地である閉鎖都市フォーキノがある）、およびエマール、シコトヴォ、ポディアポルスコエ村がある。湾の西海岸は、ペンション、リゾート、子供用キャンプがある広いリゾートエリアになっている。ラズルナヤ湾（シャモラ湾のこと）は、ウラジオストクで最も人気がある最大のビーチである。
ウスリー湾は、西側のアムール湾に比べて水が冷たいと考えられている。アムール湾とは東ボスポラス海峡（Eastern Bosphorus）でつながっていて、そこを跨ぐルースキー島連絡橋が2012年に完成した。
ウスリー川はここへ注ぐのでなく、ずっと北のハバロフスク付近でアムール川に合流している。